# Siddipet
Siddipet är en stad i den indiska delstaten Telangana, och tillhör distriktet Medak. Folkmängden uppgick till 65 158 invånare vid folkräkningen 2011, med förorter 114 091 invånare.